# 大出由紀子
大出 由紀子（おおで ゆきこ、1969年 - ）は、日本のファッション・デザイナーである。

## 経歴
1969年生まれ。群馬県桐生市出身。実家は裁縫工場で、ファッション雑誌『Olive』を読みながらスタイリストを夢見るような高校生だった。バンタンデザイン研究所卒業。
1997年に夫の吉原秀明とともに「GREEN」というブランドを立ち上げる。後に夫と立ち上げたブランド「HYKE」が注目され、2017年にファッション界で優れた功績のある人や団体を顕彰する第35回毎日ファッション大賞（毎日新聞社主催）を受賞した
。

## 出演
- 情熱大陸 (MBS)[6] - 単独での出演